# ایلیاس هاتسیپالیس
ایلیاس هاتسیپالیس (یونانی: Ηλίας Χατζηπαυλής؛ زادهٔ ۲۴ مهٔ ۱۹۴۹) قایقران قایق بادبانی اهل یونان است.